# Smicroplectrus bohemani
Smicroplectrus bohemani är en stekelart som först beskrevs av Holmgren 1857.  Smicroplectrus bohemani ingår i släktet Smicroplectrus och familjen brokparasitsteklar. Arten är reproducerande i Sverige. Inga underarter finns listade i Catalogue of Life.